# Писториус, Оскар
О́скар Писто́риус (африк. Oscar Pistorius; род. 22 ноября 1986 года, Йоханнесбург, ЮАР) — южноафриканский бегун на короткие дистанции (с протезами обеих стоп), 6-кратный чемпион летних Паралимпийских игр. Серебряный призёр чемпионата мира в Тэгу в эстафете 4×400 метров. Участник Олимпийских игр 2012 года в Лондоне. Двукратный серебряный призёр чемпионата Африки 2012 года.

## Биография
Родился в Йоханнесбурге, Южная Африка. Когда будущему спортсмену было 11 месяцев, ему удалили стопы, потому что от рождения он не имел малоберцовых костей в обеих ногах. Тем не менее он учился в обычной школе и, более того, активно занимался такими видами спорта, как бег, регби, теннис, водное поло и борьба. В дальнейшем, после травмы колена, он сосредоточился только на лёгкой атлетике и стал быстро прогрессировать. Со временем он также поступил в Университет Претории со специализацией в области менеджмента — однако, по собственному признанию, из-за тренировок был вынужден всё время сокращать учебный курс и не планировал завершить образование ранее чем к 30-летнему возрасту.
В 2008 году спортивная федерация Университета Претории назвала Писториуса спортсменом года.

## Спортивные достижения
На Паралимпийских играх в Афинах в 2004 году Писториус получил бронзовую медаль на дистанции в 100 метров и золотую на дистанции в 200 м. На чемпионате мира 2006 года среди лиц с ограниченными возможностями он победил сразу на трёх дистанциях — 100, 200 и 400 м. Но по-настоящему известен Писториус стал, когда начал соревноваться с обычными бегунами. Уже в 2005 году Международная федерация лёгкой атлетики (ИААФ) пригласила его выступить на этапе Гран-при в Хельсинки, но Писториус не смог приехать из-за занятости в учёбе. Но затем он выступил сразу на двух турнирах — этапе «Золотой лиги» в Риме и Гран-при в Шеффилде. Также Писториус в забеге в столице Италии финишировал вторым, а в Англии пришёл к финишу основного забега последним, но был дисквалифицирован за то, что заступил на чужую дорожку.
Известен под прозвищем «Бегущий по лезвию бритвы» (англ. Blade Runner).

Я живу спортом, для меня важно каждый раз на дорожке доказывать, что люди с ограниченными возможностями ничем не отличаются от тех людей, которые имеют руки и ноги. Мои секунды лучший ответ — мы такие же люди, как и вы, и во многом можем быть быстрее и лучше.

19 июля 2011 г. показал в Линьяно (Италия) время 45.07, и таким образом квалифицировался на чемпионат мира в Тэгу и Олимпийские игры в Лондоне.

### Чемпионат мира в Тэгу
26 августа IAAF разрешила Оскару выступать лишь на первых этапах эстафеты 4×400 метров. По словам президента IAAF Ламина Диака, это решение принято «в интересах безопасности других бегунов».
29 августа 2011 г. Оскар вышел в полуфинал бега на 400 м, что было для него главной целью на турнире. Однако, в полуфинале 30 августа Оскар занял восьмое место и не прошёл в финал.
2 сентября 2011 г. Оскар Писториус завоевал серебряную медаль чемпионата мира в Тэгу в эстафете 4×400. В финальном забеге Оскара, неожиданно для него самого, не включили в состав команды ЮАР. Однако он получил серебряную медаль, поскольку выступал в полуфинале на первом этапе эстафеты.

### Олимпийские игры в Лондоне
4 августа 2012 года Оскар Писториус занял второе место в предварительном забеге на 400 метров (45,44) и вышел в полуфинал, который состоялся 5 августа 2012 года. Занял последнее место во втором полуфинале со временем 46,54 сек.
9 августа 2012 года Оскар бежал эстафету 4×400 м, но из-за падения партнёра по команде команда была дисквалифицирована. Однако 10 августа 2012 команда ЮАР была включена в финал, и Оскар бежал на четвёртом этапе. Команда ЮАР заняла 8-е место с лучшим временем сезона — 3 мин 3,46 сек.
12 августа 2012 года Оскар нёс флаг ЮАР на церемонии закрытия Олимпийских игр.

## Критика
Спортсмен использует для бега углепластиковые протезы, разработанные по специальному заказу исландской фирмой Össur, названной именем изобретателя протезов Эссюра Кристинссона (исл. Össur Kristinsson), являющегося также ампутантом. Беговые протезы называются Cheetah Flex-Foot («Гепардовые гибкие ноги») и стоят более $30 000. Углепластик является очень прочным и, вместе с тем, очень лёгким материалом.
Немецкий профессор Герт-Петер Брюггеман провёл исследования, по окончании которых заявил, что «пружинящие» протезы дают спортсмену значительное преимущество перед обычными бегунами (знаменитая фраза: «Вы ещё приделайте ему электромотор!»). Однако другие учёные, такие как профессор Роберт Гэйли из университета Майами, заявляли об обратном. Международная ассоциация легкоатлетических федераций приняла во внимание мнение немецкого учёного и 14 января 2008 года отстранила Писториуса от стартов наравне с обычными спортсменами. Писториус оспорил это решение в Спортивном арбитражном суде, который 16 мая 2008 года объявил, что доказательства преимущества Писториуса не столь однозначны (в частности, они не учитывают имеющиеся у спортсмена негативные обстоятельства, связанные с пользованием протезами, — например, более медленный старт…), и на этом основании отменил решение ИААФ, разрешив Писториусу и дальше участвовать в соревнованиях.

## Дело об убийстве Ривы Стенкамп
14 февраля 2013 г., около 3 часов ночи, в доме Писториуса в Претории была убита его подруга Рива Стенкамп. Слухи о том, что Писториус ошибочно принял её за грабителя, полиция не подтвердила, заявив, что преступление носит «бытовой характер». Полиция считает, что кроме их двоих на территории никого не было.
Спортсмену выдвинуто обвинение в «предумышленном убийстве», первое слушание в суде состоялось 15 февраля. Защита попросила время на подготовку ходатайства о выходе под залог, и с 19 по 22 февраля слушания были посвящены ходатайству защиты о выходе подсудимого под залог. Всё это время Писториус оставался под арестом в полицейском участке. Происшествие ошеломило жителей ЮАР, ведь Писториус воспринимался в стране как национальный герой.
22 февраля судья Десмонд Нейр разрешил Писториусу выход под залог, равный 1 миллиону рандов (113 000 долларов США). Следующая встреча в суде была назначена на 4 июня. 4 июня 2013 года судья перенёс вынесение приговора на 19 августа, так как полиция ещё не успела завершить расследование.
19 августа суд официально обвинил спортсмена в предумышленном убийстве. Судебный процесс по делу Оскара Писториуса был назначен на 3—20 марта 2014 года, но впоследствии перенесён на май.
В мае 2014 года прокурор Джерри Нел после заявлений судебного психиатра потребовал проведения психиатрической экспертизы для обвиняемого. Несмотря на возражения адвоката паралимпийца, судья Токозиле Масипа приняла решение об обследовании. 30 июня 2014 года экспертиза установила вменяемость Писториуса в момент убийства.
12 сентября 2014 года Писториус был признан виновным в непреднамеренном убийстве, которое по законам ЮАР может караться сроком до 15 лет лишения свободы. 21 октября 2014 года суд приговорил Писториуса к пяти годам тюремного заключения. Наказание могло быть и более суровым, однако судья приняла во внимание физическое состояние подсудимого и его заслуги перед обществом.
18 сентября 2015 года комиссия ЮАР по условно-досрочному освобождению рассмотрела дело Писториуса. 20 октября 2015 года спортсмен вышел из тюрьмы, после чего должен был провести ещё четыре года под домашним арестом в доме своего дяди.
3 декабря 2015 года Верховный апелляционный суд ЮАР удовлетворил протест прокуратуры и обязал суд низшей инстанции вынести новый приговор Писториусу. На поданную Писториусом апелляцию Конституционный суд ЮАР ответил 10 марта 2016 года отказом.
6 июля 2016 года судья продлила заключение до шести лет лишения свободы. В ноябре 2016 года Оскар был переведён из обычной тюрьмы в более комфортабельный центр отбывания заключения для инвалидов Atteridgeville Correctional Centre.
24 ноября 2017 года Верховный апелляционный суд ЮАР после рассмотрения апелляции прокуратуры увеличил срок заключения до 13 лет 5 месяцев. В ноябре 2021 года тюремные власти Южной Африки предприняли первые процессуальные шаги для рассмотрения вопроса об условно-досрочном освобождении Оскара Писториуса. 31 марта 2023 года Оскару Писториусу было отказано в условно-досрочном освобождении после отбытия более половины своего 13-летнего срока. 24 ноября 2023 года было объявлено о том, что Писториус должен выйти на свободу в январе 2024 года.
Писториус был освобожден условно-досрочно 5 января 2024 года после того, как отбыл в общей сложности 8,5 лет тюрьмы, в дополнение к семи месяцам домашнего ареста.